# 阿迷车
阿迷车是哈尼族的一种娱乐性舞蹈，参加者多为未婚女子，少数地区男性青少年也参加。凡婚丧喜庆、节日集会、农闲季节或丰收之时，在月白风清的夜晚，她们会相邀聚会在村中或村边广场上边跳边唱、边歌边舞。舞蹈动作轻快，有时也夹杂一些童谣的歌唱。该舞流传很广，哈尼称谓有阿迷车、阿迷秋、阿苗车、把其打、阿漏挡、车英厄、得剥撮、呵扎车等。元江县的羊岔街区和眯哩地区称车莫厄，有谷子饱满跳丰收舞的意思。 汉语译名有妇女舞、娃娃舞、儿童舞、鸭子舞等。整个歌舞无伴奏，只伴随着清唱的歌声。
该舞的舞蹈动作兼有少女与儿童舞的特点。在姑娘们的舞蹈中，因是未出嫁的十三四岁的姑娘们，因此有很多拉手抬腿跳步、叉腰拍举跳步及原地颤动投身等富有童趣的动作。其中还穿插一些杂技型技巧，如二人背靠背互相背起放下、单腿勾脚跳等，既是技巧动作又具有游戏性质。此外，舞蹈动作中有一些模仿鸭子走路、飞跑、啄食、抱蛋等的形态，也有一些模仿播种、割谷、打谷、抖谷、背谷等的生产动作，以及在晒谷场上握竹竿赶鸡的动作。一般舞蹈和唱词没有必然联系，但唱词中也富有知识和趣味，充满了乡土情趣和生活气息。如：“山草杆如筷子，尖刀草在地里长”、“谷子饱满打谷啰，饱满谷子进仓啰，割的割呀打的打”等等。队形多为圆圈，但也有两排相对，一进一退或两排同时进退等。